# Tritomurus
Genre
Tritomurus est un genre de collemboles de la famille des Tomoceridae.

## Liste des espèces
Selon Checklist of the Collembola of the World (version du 22 août 2019) :
- Tritomurus falcifer Cassagnau, 1958
- Tritomurus scutellatus Frauenfeld, 1854
- Tritomurus veles Lukic, Houssin & Deharveng, 2010

## Publication originale
- Frauenfeld, 1854 : Über Tritomurus scutellatus, Poduride aus den Krainer Grotten. Verhandlungen der Zoologisch Botanischen Gesellschaft in Wien, vol. 4, p. 15-17.